# カート・ミッチェル
カート・ミッチェル(Frank Curtis Michel、1934年6月5日 - )は、アメリカ航空宇宙局の宇宙飛行士である。テキサス州ヒューストンにあるライス大学の宇宙物理学の教授でもある。

## 個人
1934年6月5日にウィスコンシン州ラクロスで生まれた。既婚で息子と娘が1人ずついる。趣味は写真で、テニス、ハンドボール、野球も行う。

## 教育
カリフォルニア州サクラメントのC. K. McClatchy高校を卒業し、カリフォルニア工科大学で1955年に物理学の学士号、1962年に物理学の博士号を取得した。

## 組織
アメリカ物理学会、アメリカ地球物理学連合、アメリカ天文学会の会員である。

## 経験
ミッチェルは、1955年にアメリカ空軍に入る前にファイアストンの誘導ミサイル部門で技術者として働いていた。